# Мисливці за маревом
«Мисливці за маревом» — історичний роман українського письменника Івана Корсака, опублікований в 2014 році київським видавництвом "Ярославів Вал".
«Мисливці за маревом» - можливо дещо химерна книга про те, що гідність людини не здолає навіть сокира ката. Сокира та вищербиться, іржа її сточить, а слово Данила Братковського непідвладне назавше іржі чи тліну. А ще в книзі йдеться про кохання і гідність, які зі зброєю у руках, як поверне життя, боронити вартує.

## Зміст книги
- Мисливці за маревом. Роман
- Микола Кучерепа. Чи можна осягнути суперечливий, нерозумно влаштований світ? Післяслово.